# Hans Judenkönig

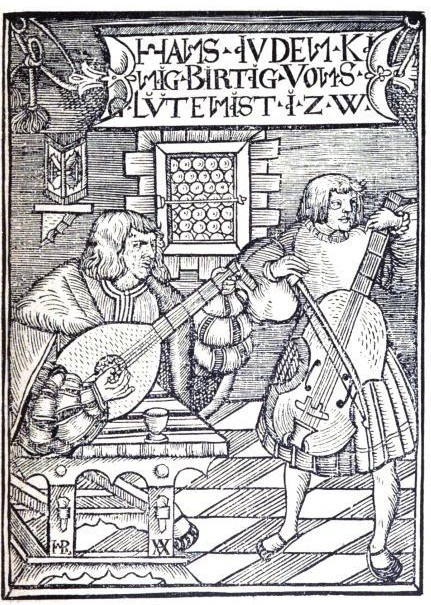
Holzschnitt aus Ain schone … Underweisung 1523

Hans Judenkönig (auch Judenkunig, Judenkünig; * um 1450 in Schwäbisch Gmünd; † 4. März 1526 in Wien) war ein deutscher Musiker, Lautenspieler und einer der bedeutendsten Instrumentalisten der Renaissance.
Der in Wien im Umkreis der dortigen Universität wirkende Lautenspieler wurde besonders durch zwei weitverbreitete Lehrbücher für Laien zum Selbstunterricht im Lautenspiel bekannt. Zu den populären Lautenstücken Judenkönigs gehören eine 1523 in Ain schone kunstliche underweisung veröffentlichte Version des Osterliedes Christ ist erstanden und in derselben „Unterweisung“ ein Welscher Tanz mit dem Titel Rossina und eine Priambel, die auch mit einem 1532 publizierten Werk von Hans Gerle veröffentlicht wurde.
Möglicherweise rührt der Name der Familie, die von 1420 bis 1477 in Gmünder Archivalien nachweisbar ist und zur zünftischen
Mittelschicht gehörte, von der Rolle des „Judenkönigs“ bei einem Osterspiel her.

## Schriften
- Utilis et compendiaria introductio, qua ut fundamento iacto quam facillime musicum exercitium, instrumentorum et lutine, et quod vulgo Geygen nominant, addiscitur. Wien 1523. (Nicht 1515[6])
- Ain schone künstliche Underweisung in disem Büechlein, leychtlich zu begreyffen den rechten Grund zu lernen auff der Lautten und Geygen. Hans Singryener, Wien 1523.